# Imperial War Museum North

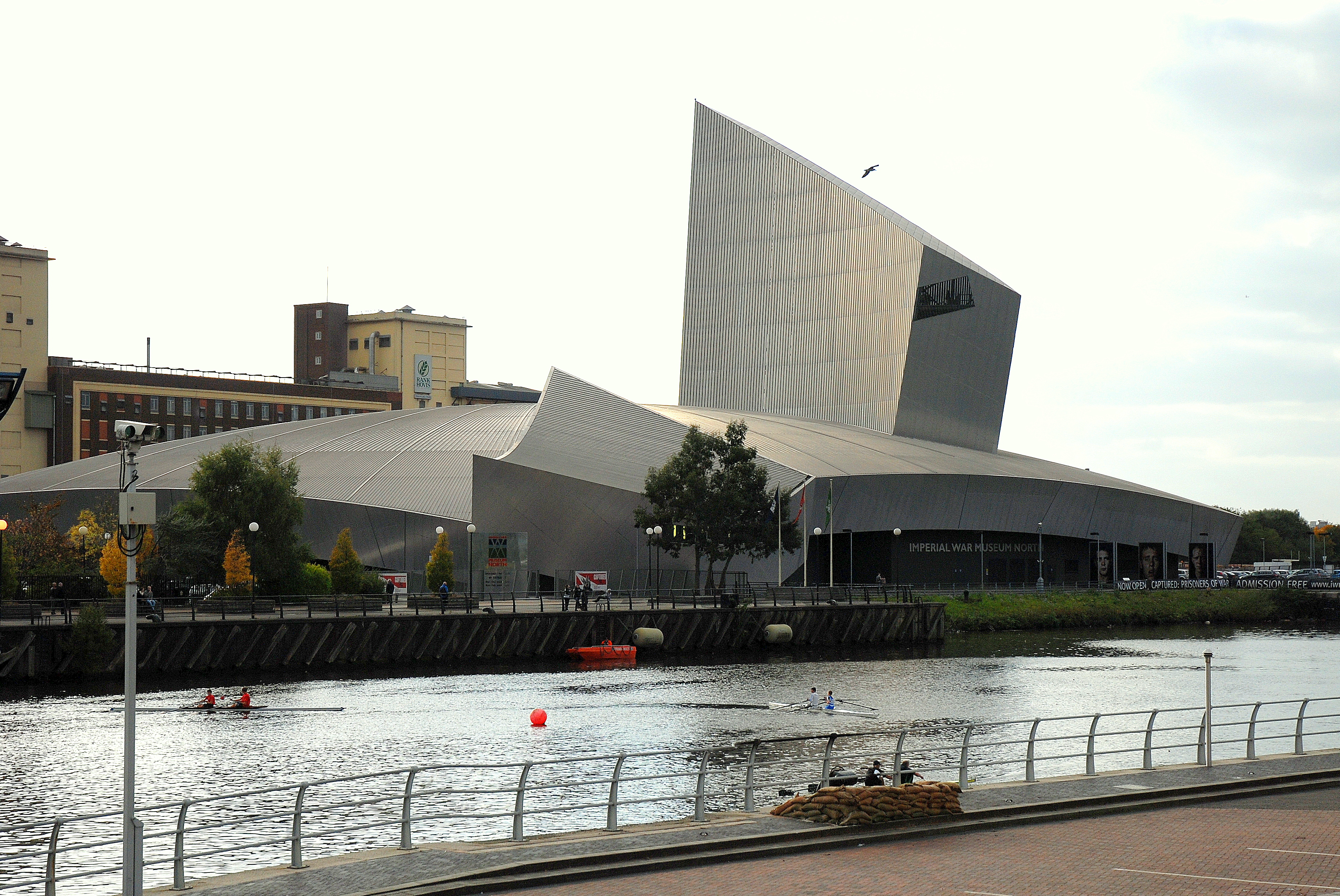
Het Imperial War Museum North

Het Imperial War Museum North is een museum in Greater Manchester, een ceremonieel graafschap in het Verenigd Koninkrijk.
Het museum is een dependance van het Imperial War Museum te Londen en belicht de impact van oorlog op de mens en de maatschappij. Het opende zijn deuren in juli 2002 en werd ontworpen door architect Daniel Libeskind. Het ligt een paar kilometer ten westen van Manchester, aan de oever van het Manchester Ship Canal.
Daniel Libeskind had voor de uiterlijke vorm van het museum een door oorlog opengespleten aardkorst voor ogen. Hij is van Poolse afkomst en verloor een aantal familieleden tijdens de Tweede Wereldoorlog.
Audiovisuele presentaties ondersteunen de tentoonstellingen die een aantal conflicten thematisch en chronologisch belichten.

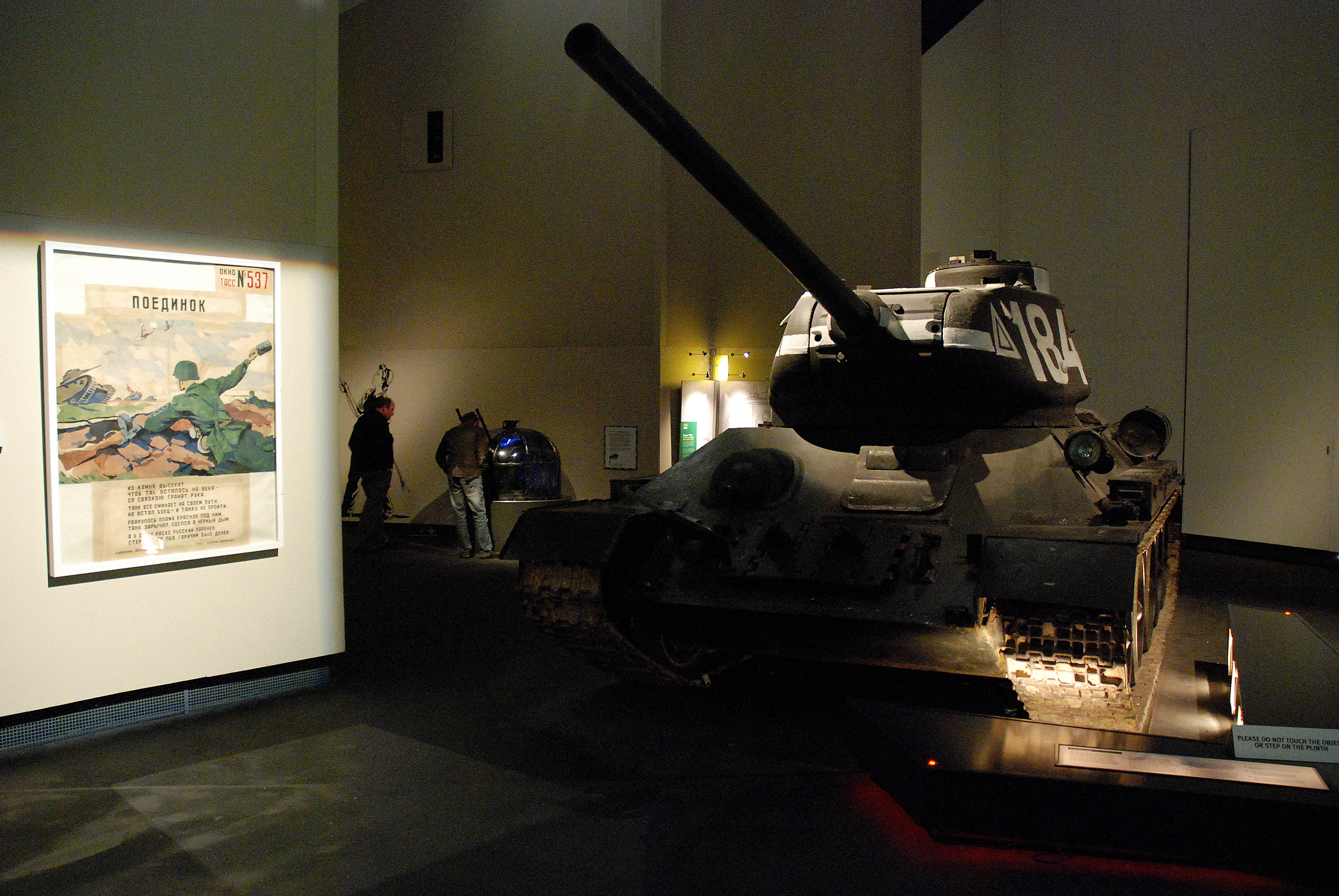
Een T-34 in het museum